# Phytomyza brevifacies
Phytomyza brevifacies este o specie de muște din genul Phytomyza, familia Agromyzidae, descrisă de Friedrich Georg Hendel în anul 1934. Conform Catalogue of Life specia Phytomyza brevifacies nu are subspecii cunoscute.